# 牧根草
牧根草（学名：Asyneuma japonicum），为桔梗科牧根草属下的一个植物种。其种加词“japonicum”意为“日本的”。